# رونالد هالي
رونالد هالي (29 نوفمبر 1941 في نيوزيلندا - ) (بالإنجليزية: Ronald Haley)‏ هو لاعب كريكت نيوزلندي.

## وصلات خارجية
- رونالد هالي على موقع إي آس بي آن كريك إنفو (الإنجليزية)